# Демидова, Александра Ивановна
Алекса́ндра Ива́новна Деми́дова (19 ноября 1916, Старое Уткино, Калужская губерния — 9(?) марта 2003, Калуга) — советский государственный и партийный деятель.

## Биография
Родилась в д. Старое Уткино (ныне — Дзержинского района Калужской области) в многодетной крестьянской семье. После семилетки окончила отделение полеводства Калужского сельхозтехникума.
Работала агрономом в колхозе, в контрольно-семенной лаборатории, затем в Полотняно-Заводской МТС. Член КПСС с 1944. В 1950—1951 секретарь Дзержинского райкома ВКП(б), в 1951—1952 председатель укрупненного колхоза «Светлый путь», в 1952—1955 годах — первый секретарь Лев-Толстовского райкома партии.
С 1958 года, после окончания Высшей партийной школы при ЦК КПСС, работала первым секретарём Тарусского райкома партии, в 1961—1962 — секретарём Калужского обкома КПСС. С декабря 1962 по декабрь 1964 — председатель Исполнительного комитета Калужского сельского областного Совета.
С 23.12.1964 по 15.01.1979 председатель Исполнительного комитета Калужского областного Совета.
Избиралась от Калужской области депутатом Верховного Совета РСФСР 6-го (1963—1967), 7-го (1967—1971), 8-го (1971—1975) и 9-го (1975—1980) созывов. Делегат XIX (1952), XXIV (1971) и XXV (1976) съездов КПСС.
С 1979 на пенсии.

## Награды
- орден Ленина (1976)
- три ордена Трудового Красного Знамени
- орден Октябрьской Революции
- медаль «За доблестный труд в Великой Отечественной войне 1941—1945 гг.»
- Почётная Грамота Президиума Верховного Совета РСФСР
- юбилейная медаль «За доблестный труд. В ознаменование 100-летия со дня рождения В. И. Ленина»
- юбилейная медаль «Тридцать лет Победы в Великой Отечественной войне 1941—1945 гг.»
- Почётный гражданин города Калуги (1996)[1].
- Почётный гражданин Калужской области (2013, посмертно).